# Mircea Tiberian
Mircea Tiberian (ur. 4 maja 1955 w Klużu-Napoce) – rumuński muzyk jazzowy oraz nauczyciel akademicki na Narodowym Uniwersytecie Muzycznym w Bukareszcie, gdzie jest kierownikiem Katedry Jazzu założonej przez niego w 1991.
Tiberian spędził dzieciństwo i nastoletniość w Sybinie, w Transylwanii, gdzie zadebiutował na Międzynarodowym Festiwalu Jazzowym w 1974 roku. Jest doktoratem muzyki. Obecnie mieszka w Bukareszcie. Występował na całym świecie z zagranicznymi muzykami, takimi jak Larry Coryell, Tomasz Stańko, Herb Robertson, John Betsch, Ed Shuller, Nicolas Simion, Adam Pierończyk, Maurice de Martin, Theo Jörgensmann czy krajowymi, wśród których są między innymi Johnny Raducanu, Aura Urziceanu, Anca Parghel i Dan Mandrila.

## Wybrana dyskografia[3]
- Magic Bird (razem z Anca Parghel; 1990)

- Never Ending Story (1992)
- Working Underground (1994)
- Alone in Heaven (1998)
- Crossing Atlas 45 (razem z Interzone Jazzorchestra; 1998)
- Hotel of Three Beginnings (1999)
- Interzone (razem z Interzone Jazzorchestra; 2000)
- Interzone plays with Adam Pierończyk (razem z Interzone Jazzorchestra i Adam Pierończyk; 2001)
- Plays Music Of Bacewicz, Kisielewski, Komsta, Lutosławski, Penderecki (razem z Contemporary Quartet; 2002)
- Viata Lumii (2003)
- Shining of the Abyss (Interzone & Herb RobertsonHerb Robertson; Jazz and More: Jam Records (2004))
- Being Green (razem z Ruxandra Zamfir i Sorin Romanescu; 2008)
- November (2008)
- Ulysses (razem z Chris Dahlgren i John Betsch; 2008)
- Intelligence Is All Around (jako Mircea Tiberian / Chris Dahlgren / Maurice De Martin) – (Soft Records 2010)
- La margine de Bucureşti (Soft Records 2011)
- Rosa Das Rosas (razem z Maria Răducanu i Lisle Ellis;- Soft Records 2011)
- Dinner For One (2013)
- The Pale Dot (razem z Toma Dimitriu; 2015)
- Both Sides Of The River (razem z Chris Dahlgren i John Betsch; 2016)

### zNicolas Simion
- Oriental Gates – Live in Vienna, Porgy & Bess (Tutu 1996)